# Tenthredo xanthopus
Tenthredo xanthopus é uma espécie de insetos himenópteros, mais especificamente de moscas-serra pertencente à família Tenthredinidae.
A autoridade científica da espécie é Spinola, tendo sido descrita no ano de 1843.
Trata-se de uma espécie presente no território português.